# Angel Peter Cracina
Angel Peter Cracina /kráčina/ (tudi Kracina), slovenski katoliški duhovnik, narodni delavec, zgodovinar in etnograf v beneški Sloveniji, * 16. april 1909, Čampej v občini Fojda, Videmska pokrajina, † 20. september 1992, Čedad.

## Življenje in delo
Osnovno šolo je obiskoval v rojstnem kraju (1916-1921), gimnazijo in licej (1921-1929) ter bogoslovje pa v Vidmu (1929-1933) in bil 23. julija 1933 posvečen v duhovnika. Študiral je na višjih cerkvenih učiliščih in dosegel diplomo iz liturgične teologije v Padovi (1968) ter doktorat iz pastoralne teologije v Rimu (1974). Kot kaplan je služboval v Paulanu v Karniji (1933-1936), bil vikar v Huminu (1936-1937), kurat v Gorenjem Barnasu (1937-1939), župnik pri Sv. Lenartu (1939-1966), ter od 1966 dalje nadžupnik in dekan v župniji Buia v Furlaniji. V letih 1939−1943 je bil hkrati tudi vojaški kurat pri »Milizia territeriole alpina, zona Udine«. Kot slovenski duhovnik, ki spoštuje verske in narodne pravice, je kljub hudim fašističnim pritiskom vseskozi slovenskim vernikom nudil duhovno oskrbo v njihovem jeziku in se potegoval za priznanje naravnih narodnih pravic in za ohranitev narodne identitete beneških Slovencev. Za slovensko Benečijo ima pomen kot skrben zapisovalec ljudskih in verskih običajev, s čimer je ohranil in obogatil slovensko kulturno dediščino. 